# Султанбеков Єшбай Бабекович
Єшбай Бабекович Султанбеков (1908, село Боз-Бешик (Чон-Кизил-суу) Пржевальського повіту Семиріченської області, тепер Іссик-Кульського району Іссик-Кульської області, Киргизстан — розстріляний 5 листопада 1938, біля села Чон-Таш, тепер села імені Суйменкула Чокморова Аламудунського району Чуйської області, Киргизстан) — киргизький радянський діяч, 3-й секретар ЦК КП(б) Киргизії.

## Біографія
Народився в родині шевця. У 1924 році вступив до комсомолу.
У вересні 1924 — серпні 1925 року — чорнороб акціонерного товариства «Киргоссировина» в місті Каракол Киргизької АРСР.
З серпня 1925 до січня 1926 року — слухач курсів ЦК ВЛКСМ у Москві.
У січні 1926 — серпні 1927 року — голова бюро Дитячої комуністичної організації Каракол-Наринського окружного комітету комсомолу Киргизької АРСР.
У серпні 1927 — вересні 1928 року — слухач робітничого факультету при Омській сільськогосподарській академії, закінчив перший курс.
У вересні — грудні 1928 року — завідувач агітаційно-пропагандистського відділу Каракол-Наринського кантонного комітету комсомолу Киргизької АРСР.
У грудні 1928 — серпні 1929 року — секретар Аламудинського районного комітету ВЛКСМ Киргизької АРСР.
Кандидат у члени ВКП(б) з березня 1929 до травня 1930 року.
У вересні 1929 — липні 1930 року — слухач робітничого факультету при Омській сільськогосподарській академії.
Член ВКП(б) з травня 1930 до 1938 року.
У липні 1930 — червні 1931 року — слухач робітничого факультету імені Покровського в Москві, закінчив два курси.
У червні — грудні 1931 року — відповідальний редактор газети «Ленинчил жаш» («Молодий ленінець»).
У грудні 1931 — березні 1932 року — завідувач культурно-пропагандистського відділу Киргизького обласного комітету ВЛКСМ.
У березні 1932 — березні 1933 року — завідувач сектору друку культурно-пропагандистського відділу Киргизького обласного комітету ВКП(б) та заступник відповідального редактора газети «Кизил Киргизстан» («Червоний Киргизстан»).
У березні 1933 — серпні 1934 року — завідувач культурно-пропагандистського відділу, завідувач організаційного відділу, заступник 1-го секретаря Узгенського районного комітету ВКП(б) Киргизької АРСР.
У серпні 1934 — січні 1937 року — 1-й секретар Таласького районного комітету ВКП(б) Киргизької АРСР.
У січні — квітні 1937 року — 1-й секретар Каракольського районного комітету ВКП(б) Киргизької АРСР.
У квітні — жовтні 1937 року — завідувач відділу друку Киргизького обласного комітету ВКП(б). Одночасно був заступником головного редактора та головним редактором журналу «Коммунист».
10 жовтня — 22 листопада 1937 року — 3-й секретар ЦК КП(б) Киргизії. 
З листопада 1937 року — головний редактор видавництва «Кирдержвидав» у місті Фрунзе.
16 лютого 1938 року заарештований органами НКВС. 5 листопада 1938 року засуджений Виїзною сесією Військової колегії Верховного суду СРСР у місті Фрунзе до страти, розстріляний того ж дня в урочищі Чон-Таш (біля міста Фрунзе). 
Посмертно реабілітований 9 березня 1957 та 27 травня 1994 року. Останки 137 осіб, розстріляних у Чон-Таші в листопаді 1938 року, були виявлені в 1991 році і 30 серпня 1991 перепоховані з державними почестями в Меморіальному комплексі жертвам репресій «Ата-Беїт», в 100 м від розкопок.